# Risveden Terräng
Risveden Terräng var ett motionslopp som arrangerades av Sjöviks SK i Risveden mellan 2011 och 2018. Premiärloppet genomfördes 10 september 2011, sista loppet gick 15 september 2018. Sträckan på tävlingsklassen var 18,6 kilometer. Från 2014 arrangerades även barnklasser. 2017 var det premiär för Knatteloppet. 2018 var första och enda året med Ultradistans (55,8 km), motionsklass och ungdomslopp.     
Söndag 14 april 2019 beslutade Sjöviks SK:s löparsektion att lägga ned tävlingen.
Totalt anmälde sig 6 855 deltagare till någon av klasserna.     
I tävlingsledningen har Mattias Balkander (2010-2019), Hasse Eliasson (2010-2019), Patrick Samuelsson (2010-2019), Lasse Sjåstad (2010-2017), Linda Sjöberg (2016-2019) suttit.      

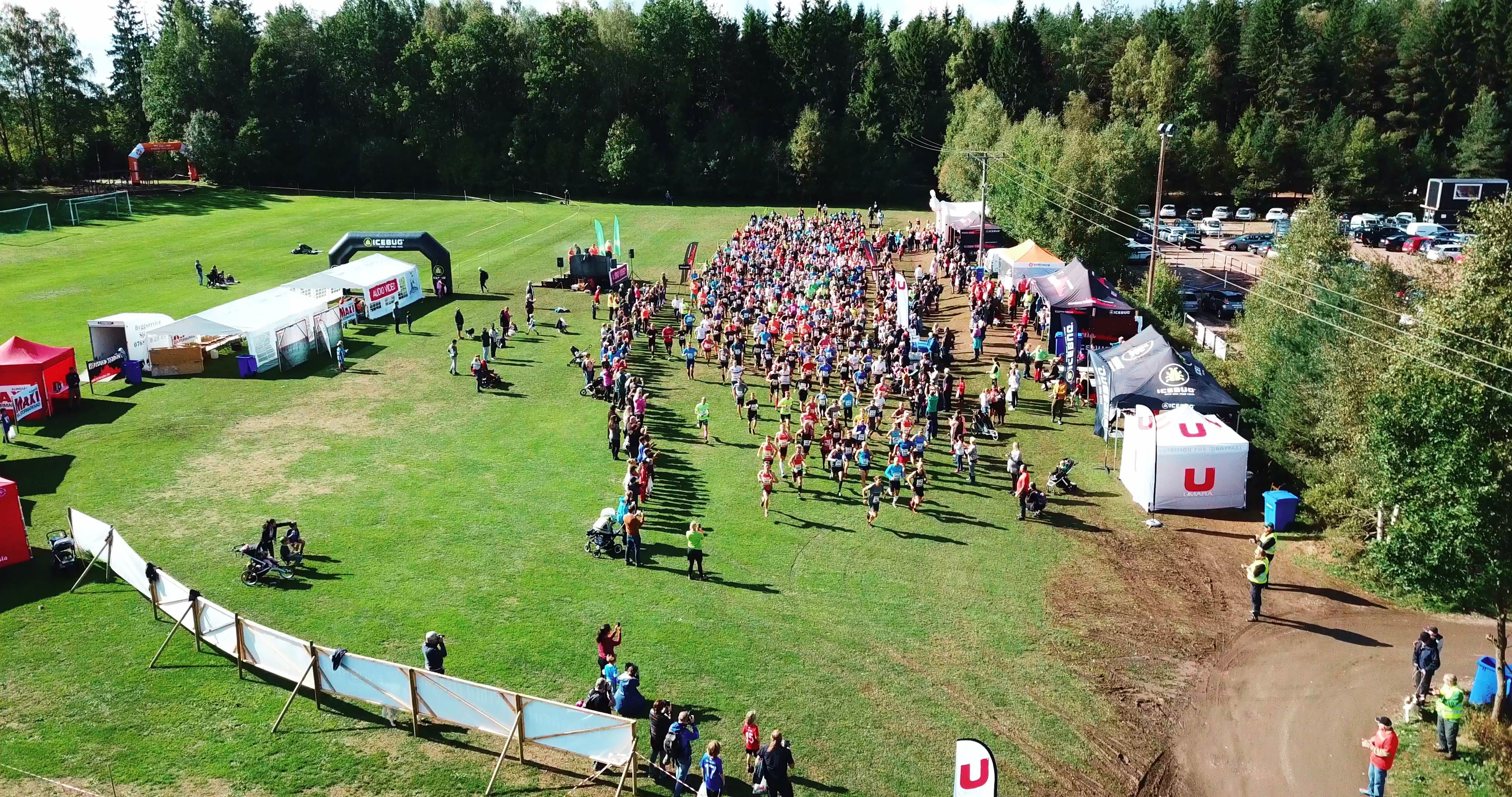
Här går starten för Risveden Terrängs tävlingsklass på Sjöviks IP 15 september 2018.

## Vinnare
Dam:
2011: Eva Fridman, Hälle IF
2012: Jenny Nilsson, Alingsås Triathlonklubb
2013: Sara Eén, Team Icebug
2014: Susanne Nilsson, Sävedalen
2015: Lena Trillelv, Fortis
2016: Sara Kruse Eén, Solvikingarna/Icebug
2017: Sara Kruse Eén, Aktivitus Sports Club

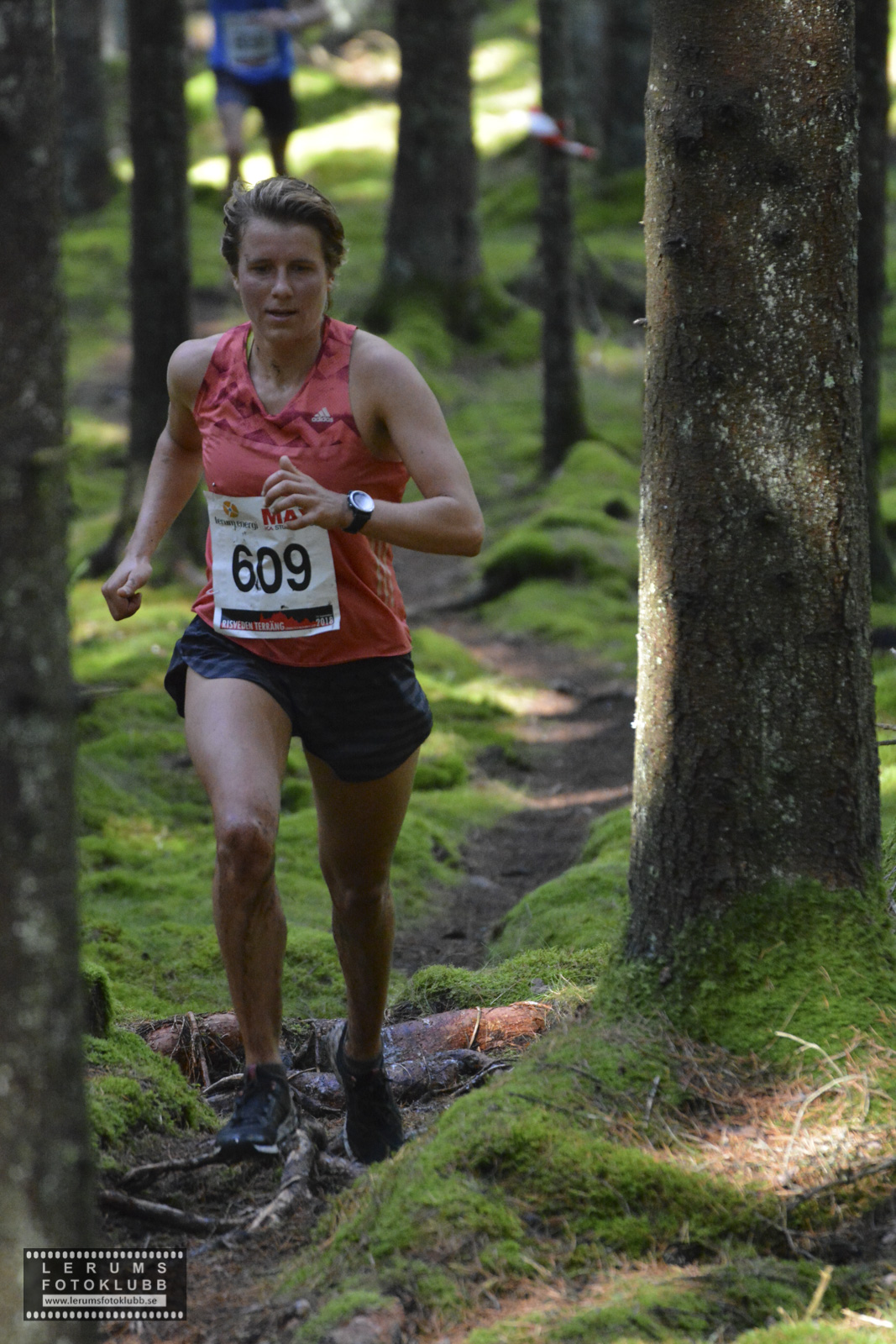
Vinnare av Risveden Terräng 2018, tyskan Maya Rehberg.

2018: Maya Rehberg, SG TSV Kronshagen Kieler TB 
Herr:
2011: Nicklas Tollesson, Hälle IF
2012: Patrik Andersson, Hälle IF
2013: Patrik Andersson, Team Icebug
2014: Olle Dahlberg, Solvikingarna
2015: Olle Dahlberg, Solvikingarna
2016: Olle Dahlberg, Solvikingarna
2017: Medhane Tumzghi, Lerum Friidrott

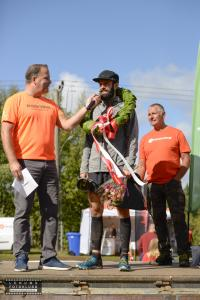
Vinnare av Risveden Terräng 2018, Tolered-Utbys Patrik Lindegårdh. Intervjuas av Mikael Johansson.

2018: Patrik Lindegårdh, Tolered-Utby OL
Lag:
2011: Solvikingarna
2012: Solvikingarna
2013: Team Icebug
2014: Solvikingarna
2015: Solvikingarna
2016: Solvikingarna
Lag dam:
2017: Lerum Friidrott
2018: Lerum Friidrott
Lag herr: 
2017: Solvikingarna
2018: Solvikingarna
Ultra, dam:
2018: Magdalena Trumstedt, Viljage.se
Ultra, herr: 
2018: Joakim Engström, Kongahälla AIK
Loftets drottning:
2017: Sara Kruse, Eén, Aktivitus Sports Club
2018: Lena Trillelv, Team Salomon
Loftets konung: 
2017: Mattias Grahn, Jogg.se
2018: Eric Chen, Mölndal

## Bilder
Två bilder från Risveden Terräng 15 september 2012:

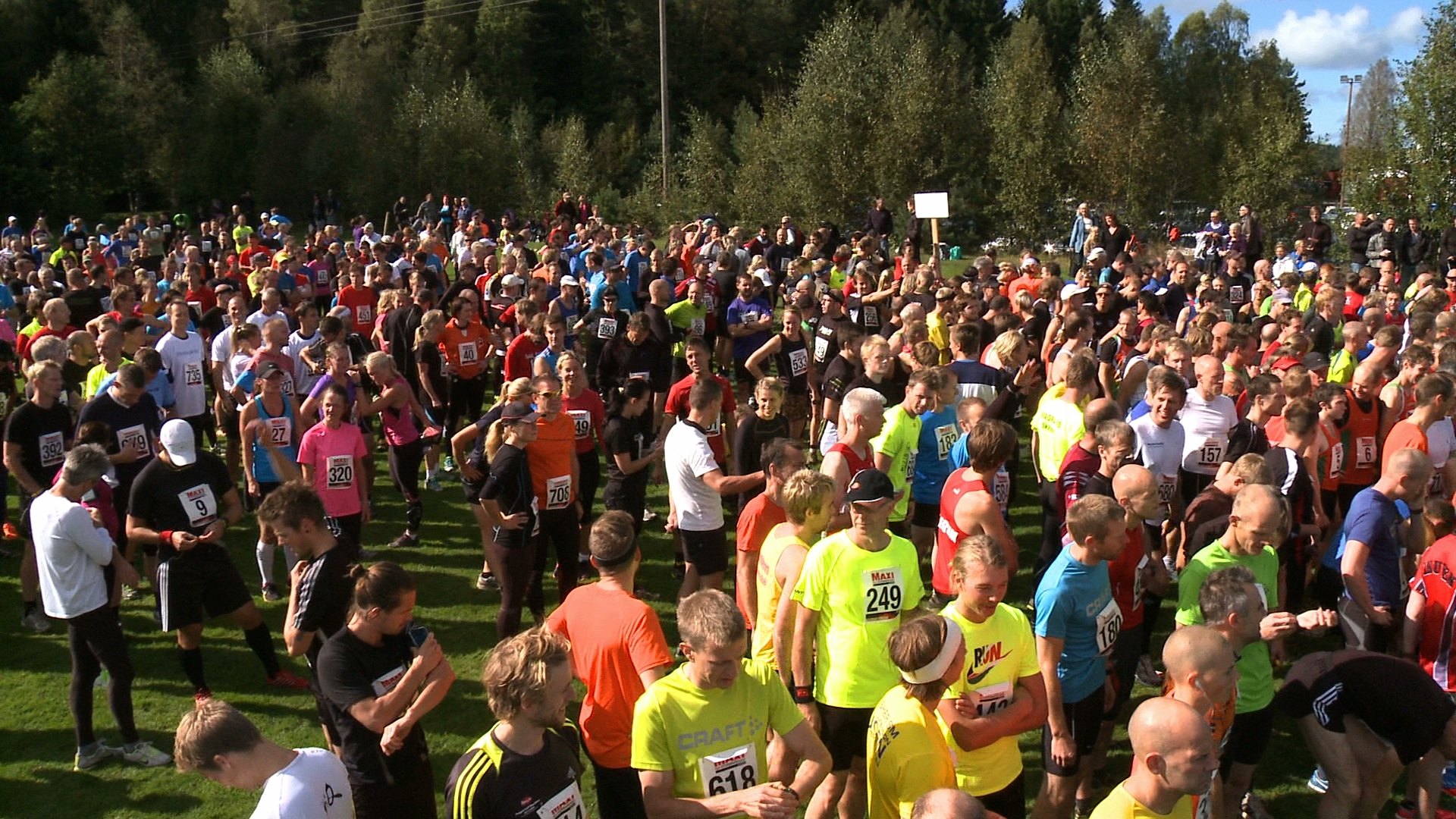
Minuter kvar till start 2012.
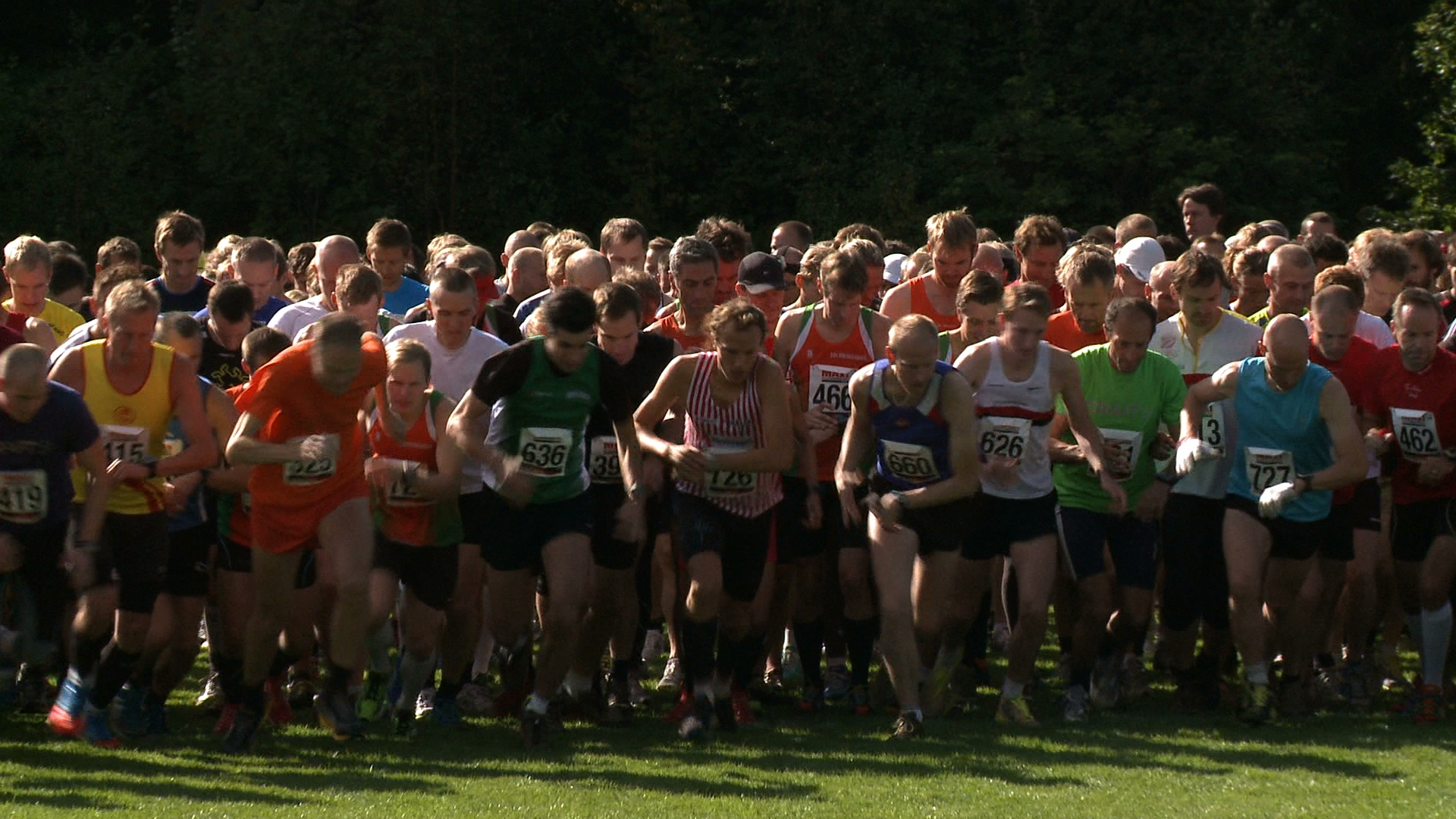
Starten 15 september 2012.